# Canaan (condado de Essex)
Canaan es un lugar designado por el censo ubicado en el condado de Essex en el estado estadounidense de Vermont. En el año 2010 tenía una población de 392 habitantes.

## Geografía
Canaan se encuentra ubicado en las coordenadas 44°59′46″N 71°32′19″O / 44.99611, -71.53861.